# 絕曉
《絕曉》是由中國遊戲開發商Parcae's Fate Studios使用虛幻引擎5開發中的魂系動作開放世界遊戲。本作遊戲啟發自《艾爾登法環》與《隻狼》等FromSoftware的作品。

## 發行
2024年4月19日，本作確定登入PlayStation 5、IOS以及Android平台。